# Sarzeau
Sarzeau is een gemeente in het Franse departement Morbihan (regio Bretagne). De plaats maakt deel uit van het arrondissement Vannes. De gemeente telde 9.068 inwoners op 1 januari 2022. Het ligt in het zuiden van Bretagne, aan de Golf van Biskaje. Het grondgebied van de gemeente ligt voor de helft op het schiereiland Rhuys.
In de gemeente ligt het kasteel van Suscinio, een vroeger jachtslot van de hertogen van Bretagne.

## Geografie
De oppervlakte van Sarzeau bedroeg op 1 januari 2022 60,23 vierkante kilometer; de bevolkingsdichtheid was toen 150,6 inwoners per km².

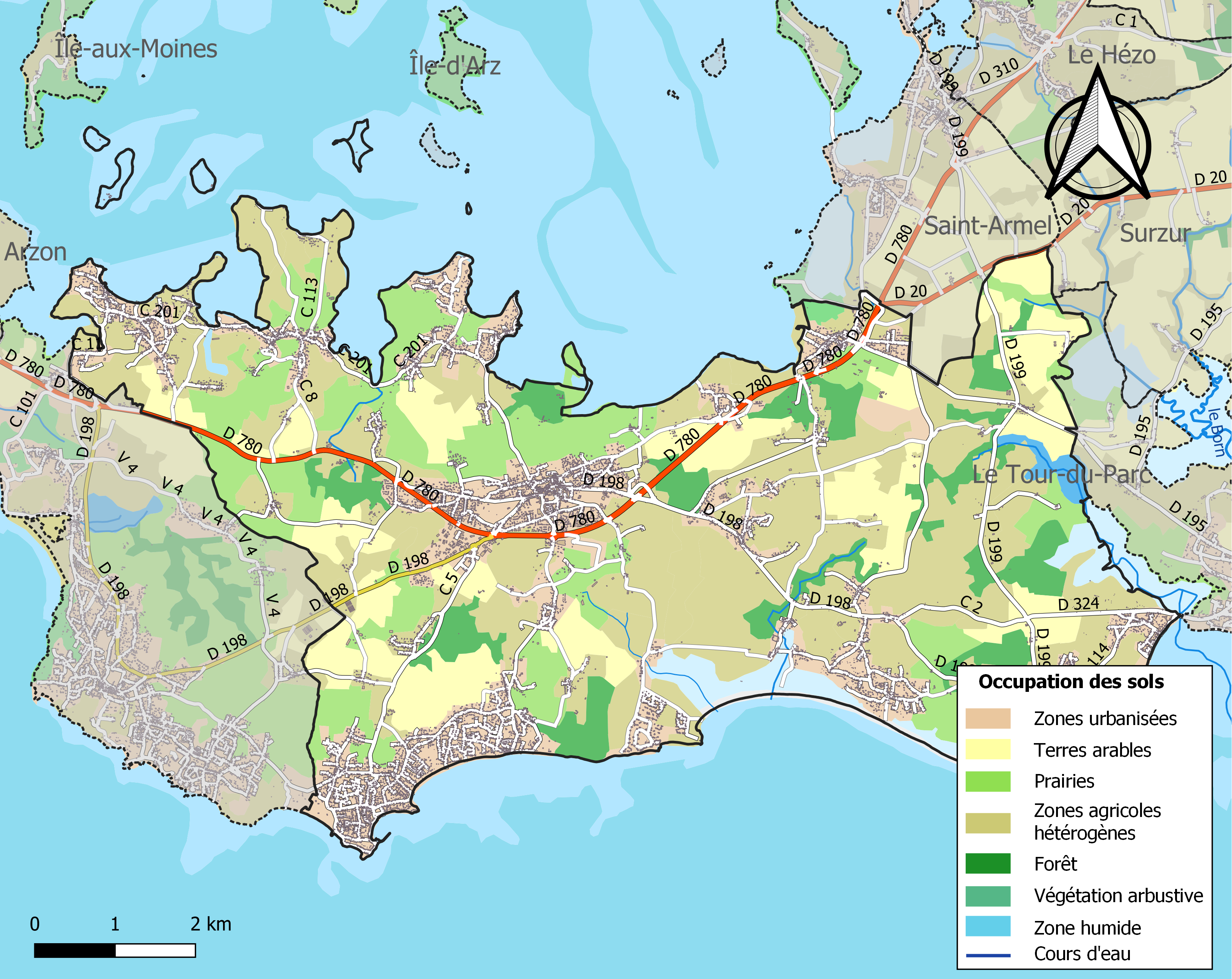
Kaart van de gemeente met de belangrijkste infrastructuur, bodemgebruik en omliggende gemeenten

## Demografie
Onderstaande figuur toont het verloop van het inwonertal, bron: INSEE-tellingen. 

## Sport
Sarzeau was één keer etappeplaats in de wielerkoers Ronde van Frankrijk. De Colombiaan Fernando Gaviria won er in 2018 de etappe.

## Geboren in Sarzeau
- Arthur III (Château de Suscinio, 1393-1458), hertog van Bretagne
- Alain-René Lesage (1668-1747), roman-en toneelschrijver